# Prisc (general)
Prisc   (segle VI - sant Salvador de Cora, 613 (Gregorià)) va ser un general de l'Imperi Romà d'Orient prominent durant els regnats dels emperadors Maurici (r. de 582 a 602), Focas (r. 602-610) i Heracli (r. 610-641). Si bé les fonts contemporànies estan marcadament esbiaixades al seu favor, Prisc és presentat com un líder militar efectiu i capaç. Sota el regnat de Maurici, es va distingir en les campanyes contra els àvars i els seus aliats eslaus als Balcans. Absent de la capital quan Maurici va ser enderrocat i assassinat, va ser un dels pocs col·laboradors principals de Maurici que van ser capaços de sobreviure il·lès al nou règim, en romandre en un alt càrrec arribant fins i tot casar-se amb la filla del nou emperador. No obstant això, Prisc també va negociar i va assistir a Heracli durant la deposició de Focas i se li va confiar el comandament de les tropes contra els perses durant el 611-612. Després del fracàs d'aquesta campanya, va ser acomiadat i tonsurat. Va morir poc temps després.

## Sota el regnat de Maurici

Mapa de la frontera romano-persa.

Prisc apareix per primer cop a les fonts històriques quan va ser nomenat, a finals del 587 o inicis del 588, com a comandant en la guerra contra els perses de 572-591 com magister militum d'Orient, substituint a Filípic. En arribar a Orient, a la primavera, va assumir el nou càrrec a la base romana de Monocarton a l'abril. Immediatament, Prisc va tenir problemes amb els soldats: les seves formes superbes al negar-se a barrejar-se amb ells el van fer impopular i, quan es va anunciar un decret de l'emperador Maurici que reduïa el pagament a l'exèrcit en un quart, els soldats es van amotinar el 18 d'abril de 588. Prisc no sols va ser incapaç de restaurar l'ordre, sinó que va ser ell mateix atacat i forçat a fugir a Constantina, mentre que els soldats van triar al dux de Fenícia, Germà, com el seu líder. Els intents de Prisc des de Constantina per a calmar als soldats, per mitjà de la intermediació dels bisbes locals i la derogació del decret, també van fracassar. Filípic va ser confirmat en el càrrec per Maurici, mentre que Prisc va tornar a Constantinoble.
Malgrat la desfeta, aquell mateix estiu se li va confiar el càrrec de magister militum per a Tràcia, des d'on havia d'iniciar una campanya contra els àvars al capdavant d'una força improvisada. El seu hipostrategos Salvià amb 1.000 homes de cavalleria va ser enviat per a mantenir oberts els passos de les muntanyes Hemus; no obstant això, després de dos dies, va ser forçat a replegar-se a causa de la superioritat numèrica àvara. Els àvars van saquejar la ciutat de Anquialos, però un intent de setge de Drizipera va ser repel·lit i els àvars van marxar cap a el sud, on van avançar fins a Heraclea Perintho, amb la qual cosa van tallar la comunicació de les forces de Prisc amb Constantinoble. Desbordats, Prisc es va retirar a Tzurullum, on va ser assetjat pels àvars. L'historiador del segle VII Teofilacte Simocata relata que després d'uns dies, Prisc va dissenyar un estratagema per a obligar els àvars a retirar-se: va permetre que un dels seus guàrdies fos capturat portant una carta falsa suposadament enviada per Maurici que informava a Prisc sobre un atac marítim contra la pàtria dels àvars. El Gran Kan àvar estava persuadit que la carta era de debò i va preparar ràpidament el retorn de les seves tropes; va arreglar una treva a canvi de la renovació del pagament d'un tribut anual. La història escrita per Miquel el Sirià al segle XII ho estima en 800 lliures d'or (uns 60.000 sòlids, una suma considerablement reduïda comparada amb els 100.000 sòlids acordats el 584). Els àvars van partir cap al seu país, mentre que Prisc va dispersar al seu exèrcit i va tornar a Constantinoble. Prisc va desaparèixer per alguns anys, en perdre el favor de Maurici. Per a 593, va recobrar el seu lloc, com va quedar registrat en una carta del Papa Gregori el Gran en què el felicita per haver recuperat el favor de l'emperador. La carta del Papa també atesta que, per a aquesta època, a Prisc se li havia concedit el rang honorari suprem de l'Imperi: el de patrici.

Mapa del nord dels Balcans durant el segle VI

A la primavera de 593, Prisc va anar novament nomenat com a comandant de la cavalleria a Tràcia amb Gentzon al comandament de la infanteria. Prisc, al ser el major dels dos, també posseïa el comandament conjunt. Tots dos generals van marxar a Silistra pel Danubi i van realitzar una campanya reeixida contra les tribus eslaves, les quals es preparaven a travessar el riu sota el comandament dels seus líders Ardagast i Musoci. En travessar el riu, els eslaus van ser aniquilats amb atacs nocturns sorpresa. No obstant això, al mateix temps, Prisc es va disputar amb els seus homes la distribució del botí capturat i, especialment, la porció considerable que Prisc havia assignat a la família imperial. Els soldats van ser aplacats amb el temps i el botí va ser enviat a la capital amb una escorta. Maurici també va enviar ordres perquè l'exèrcit hibernés al nord del riu, però aquesta ordre va causar gran ressentiment i disturbis entre els soldats. Prisc va triar desobeir l'orde de l'Emperador i va creuar novament amb el seu exèrcit per a hibernar al sud. A la tardor del 593, va ser reemplaçat per Maurici pel seu propi germà el curopalata Pere. Abans que aquest últim pogués prendre possessió del càrrec, Prisc va acordar una treva amb el Gran Kan, a qui va retornar tots els presoners àvars, uns 5.000, un fet pel qual va ser criticat per Maurici.
A finals de l'any 594, després que Pere fos esclafat pels eslaus, Prisc va ser novament cridat, ara com a magister militum per la Tràcia, un lloc que va mantenir de manera contínua per diversos anys. El 595, va marxar riu amunt cap al Danubi, va travessar el riu i va marxar al llarg de la ribera nord de Novae, malgrat les protestes del Gran Kan. Allí, es va assabentar que Singidunum havia estat capturada pels àvars. Es va dirigir amb el seu exèrcit cap a la ciutat i, després de fracassar en les negociacions cara a cara amb el Kan, va enviar al taxiarca Goduí per a recapturar-la. Els àvars, després d'arrasar les muralles de la ciutat, la van abandonar davant l'aproximació de les forces romanes. Després, els àvars van llançar una incursió contra la Dalmàcia. Goduí va ser enviat amb 2.000 homes a seguir-los la pista. Aquest va aconseguir emboscar al destacament àvar que portava el botí, el va recuperar i el va enviar de retorn a Prisc. Després d'aquests esdeveniments, el Gran Kan es va dirigir cap a l'oest per a lluitar contra els bavaresos i els francs, amb la qual cosa va deixar tranquils els territoris romans per un període d'un any i mig fins a l'estiu del 597. No obstant això, Prisc i el seu exèrcit van romandre en guàrdia a la frontera del Danubi.

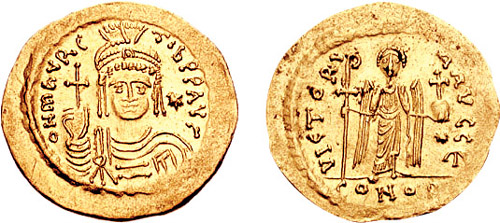
Solidus d'or de l'emperador Maurici (r. 582–602).

Quan els àvars van reprendre les seves operacions amb una gran invasió a la tardor del 597, on sembla que sorprendre a Prisc, qui probablement estava operant amb el seu exèrcit a l'est de les Stara Planina amb la guàrdia baixa. Van avançar ràpidament i fins i tot van aconseguir acorralar i assetjar a Prisc i els seus homes en el port de Tomi fins que l'arribada d'un exèrcit recentment reclutat sota les ordres de Comencíol els va forçar a abandonar el setge el dia de Pasqua, el 30 de març de 588. No obstant això, Prisco va romandre estranyament inactiu i l'exèrcit inexperimentat de Comencíol va ser derrotat en batalla. Els àvars van avançar cap al sud a Tràcia, amb el que van forçar a Maurici a guarnir-se rere la muralla anastasiana per a prevenir un atac contra Constantinoble; no obstant això, l'exèrcit àvar va ser delmat per una pesta i es va signar ràpidament un tractat, segons el qual els àvars es van retirar més enllà del Danubi a canvi d'un increment del tribut anual de 120.000 sòlids. Els romans van aprofitar el temps per a reagrupar les seves forces i, a l'estiu de 599, dos exèrcits sota les ordres de Prisc i de Comencíol es van dirigir cap a l'oest a la vora del Danubi. A Viminacium, Comencíol va caure malalt i Prisc va assumir el comandament únic de la campanya. El seu exèrcit va travessar el riu i va lliurar tres batalles successives durant els següents deu dies. Aquestes batalles van ser victòries romanes que, d'acord amb el relat de Teofilacte Simocata, van matar a un total de 28.000 bàrbars, incloent alguns dels fills del Gran Kan. Prisc va perseguir les tropes àvares fugitives i va envair la pàtria àvara a Pannònia. Allí, una quarta batalla es va lliurar prop del riu Tisza, la qual també va ser guanyada pels romans. L'endemà, Prisc va enviar una força de reconeixement al llarg del riu, la qual va atacar tres assentaments gèpides per sorpresa. Segons Simocata, 30.000 persones van resultar mortes i moltes van ser fetes presoneres. Dinou dies després, va tenir lloc una altra gran batalla prop del Tisza, la qual va acabar amb una victòria decisiva romana: els àvars i, especialment, els seus aliats eslaus van patir nombroses baixes i Prisc va fer presoners a 3.000 àvars, 8.000 eslaus i 6.200 bàrbars, que van ser enviats al sud com a esclaus. Maurici, que no se'n havia adonat de la magnitud de la victòria del seu exèrcit, va ordenar el seu alliberament com un gest de bona voluntat al Gran kan. No obstant això, la campanya de Prisc va ser un notable acte de defensa agressiva. En paraules de Michael Whitby, el principal expert modern en el regnat de Maurici, «no va tenir paral·lel al segle VI» a la frontera del Danubi i va decidir, en essència, la guerra en favor de l'Imperi.
Després d'aquest èxit, que va assegurar els Balcans, Maurici va pretendre consolidar el control romà mitjançant la incorporació de pobladors armenis, als qui donaria terres a canvi de servei militar. A aquest efecte, Prisc va ser enviat a Armènia per a reclutar homes i les seves famílies. La seva missió allí, no obstant això, va ser interrompuda per una revolta militar a gran escala que va provocar la caiguda de Maurici. El 602, Maurici va ordenar novament a les seves tropes a la frontera del Danubi que passessin l'hivern al nord del riu. Una vegada més, aquesta mesura va provocar el descontentament generalitzat i quan Pere, que havia reemplaçat a Prisc, es va negar a doblegar-se i rescindir l'ordre, un motí va esclatar a l'acte. L'exèrcit va triar a l'oficial Focas com el seu nou líder i es va dirigir cap a Constantinoble. Sense forces militars pròpies, Maurici es va veure obligat a fugir, però va ser capturat juntament amb la seva família i executat per Focas, qui es va convertir en el nou emperador.

## Sota el regnat de Focas

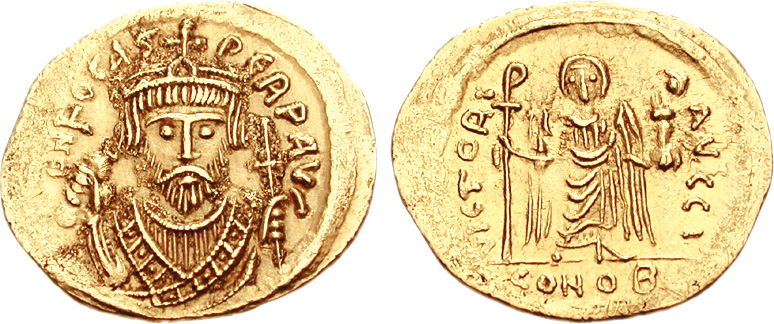
Sòlid d'or de l'emperador Focas (r. 602–610).

Degut a la seva absència de Constantinoble durant la presa del poder de Focas i degut a que conservava un alt grau de suport entre la soldadesca, Prisc va ser l'únic dels generals de major rang de Maurici, que va ser conservat pel nou règim; mentre que Comencíol i Pere van ser executats i Filípic va ser desterrat a un monestir. Una possible explicació d'això prové de l'historiador Pau el Diaca, el qual va assenyalar, possiblement sobre la base de fonts d'inicis del segle vii , que Focas havia servit una vegada com a escuder sota les ordres de Prisc. En qualsevol cas, Prisc va ser comptat aviat entre els principals partidaris del nou règim. A l'hivern del 602-603, va ser nomenat menges excubitorum o comandant de la guàrdia imperial. El 606 o 608, es va casar amb la filla de Focas, Domentzia, convertint-se en l'hereu efectiu del emperador,  sense fills propis. Durant els jocs celebrats a l'hipòdrom de Constantinoble per a honrar la boda Focas va reaccionar violentament quan va veure retrats de Prisc i Domentzia portats al costat del seu pels ciutadans. A partir d'aquest moment, els cronistes informen que Prisc es va tornar contra Focas.
El regnat de Focas mancava de legitimitat i aviat va arribar a ser impopular pel poble i les elits de l'Imperi. El seu prestigi havia estat erosionat quan el rei persa Còsroes II (r. 590-628) li va declarar la guerra i les forces romanes van començar a patir les seves primeres derrotes. Segons una tradició posterior, Prisc va enviar una carta al exarca d'Àfrica Heracli el Vell en què l'instava a la revolta. Probablement, sigui una invenció posterior; però si fos cert, indicaria el nivell de dissidència fins i tot a l'interior de Constantinoble. Sigui veritat o no, l'any 608, Àfrica es va revoltar i el fill del exarca, Heracli el Jove, va ser despatxat contra Constantinoble al capdavant d'una flota. Sense oposició de les forces de Focas va arribar al suburbi de Hebdomon el 3 d'octubre i va marxar cap a la capital, on havien esclatat disturbis en favor d'Heracli. En aquesta conjuntura, Prisc va fingir estar malalt i es va retirar a la seva mansió al barri Boraïdou, on va reunir  els excubitores i els seus propis auxiliars (bucellarii), privant així a Focas del seu suport armat més important. Joan de Nikiû també informa que Prisc hauria protegit a les dones de la família d'Heracli de represàlies per part de Focas.

Com ja s'ha dit anteriorment se li va confiar el comandament de les tropes contra els perses durant el 611-612. Després del fracàs d'aquesta campanya, va ser acomiadat i tonsurat. Va morir poc temps després.